# جيمس بي. والتون
جيمس بي. والتون (بالإنجليزية: James B. Walton)‏ هو ضابط أمريكي، ولد في 1813 في نيوجيرسي في الولايات المتحدة، وتوفي في 1885.